# Teorema di Darbo-Sadovskii
In matematica, il teorema di Darbo-Sadovskii è un teorema di punto fisso che fornisce una generalizzazione del teorema di Schauder. Fu enunciato da Darbo e da Sadovskii.

## Enunciato
Sia {\displaystyle X} uno spazio vettoriale topologico localmente convesso. Sia {\displaystyle C} un sottoinsieme di {\displaystyle X} limitato, convesso e completo, e sia {\displaystyle F\colon C\to C} un'applicazione continua e condensante. Allora {\displaystyle F} ha un punto fisso.